# Lewis R. Bradley
Lewis Rice „Broadhorns” Bradley (ur. 18 lutego 1805, zm. 21 marca 1879), drugi gubernator Nevady. Piastował ten urząd w latach 1871-1879.
Bradley urodził się w Wirginii, przeprowadził się do Nevady w 1862 roku. Zajmował się hodowlą bydła w hrabstwie Elko. Jako gubernator służył dwie kadencje. Nieznacznie przegrał wybory na trzecią.